# Francesc d'Assís de Borbó
Francesc d'Assis de Borbó i de Borbó-Dues Sicílies (Aranjuez 1822 - Épinay 1902) va ser infant d'Espanya, duc de Cadis i rei consort d'Espanya pel seu matrimoni amb la seva cosina Isabel II.

## Primers anys
Nascut a la població d'Aranjuez el 13 de maig de 1822, va ser fill de l'infant Francesc de Paula de Borbó, germà menor del rei Ferran VII i de la infanta Lluïsa Carlota de Borbó-Dues Sicílies, filla de Francesc I de les Dues Sicílies.

## Matrimoni
El 1846 va contraure matrimoni amb la reina Isabel II d'Espanya, cosina seva per part de pare i de mare. La cerimònia se celebrà a la Capella Reial del Palau Reial de Madrid amb unes noces conjuntes amb la germana de la neboda la infanta Lluïsa Ferranda d'Espanya amb el príncep Antoni d'Orleans.

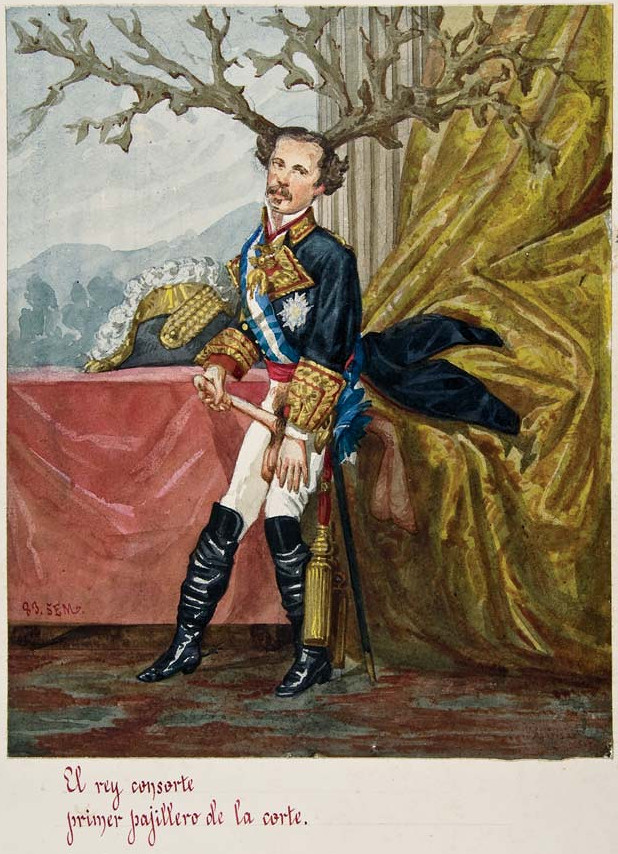
«El rei consort, primer pajillero de la Cort» (Los Borbones en pelota).

El matrimoni va fracassar ben aviat per diversos motius. Francesc d'Assís no es va avenir mai amb Isabel. A més, es considera que el consort era homosexual i, per tant, es dubta de la paternitat dels fills d'Isabel II, inclòs Alfons XII, probablement tots fruit de relacions amb persones de la cort properes a ella. Amb tot, oficialment el matrimoni va tenir deu fills, dels quals van arribar cinc a la maduresa:
- Maria Isabel d'Espanya (Madrid, 1851 - París, 1931). Casada amb Gaietà de Borbó-Dues Sicílies.
- Alfons XII d'Espanya (Madrid, 1857 - 1885). Casat en primeres núpcies amb Maria de la Mercè d'Orleans i en segones núpcies amb Maria Cristina d'Àustria.
- Maria del Pilar (Madrid, 1861 - Escoriaza, 1879)
- Maria de la Pau d'Espanya (Madrid, 1862 - Palau de Nymphenburg, Baviera, 1946). Casada amb Leopold de Baviera.
- Eulàlia d'Espanya (Madrid, 1864 - Irun, 1958). Casada amb el príncep Antoni d'Orleans.

## Regnat
Arran del seu matrimoni amb la reina Isabel II, l'octubre de 1846, va rebre la dignitat de rei, el tractat de majestat, a més del títol de duc de Cadis. Francesc no es va resignar a ser només el consort i va reunir al seu voltant una camarilla d'intrigants, que si bé no van assolir mai el poder sí es van dedicar a desprestigiar i a obstruir el govern de torn del país. Els monarques, sota la influència de la mística sor Patrocinio, van fer caure el govern de Ramón María Narváez (1849). La proposta del canvi de govern va venir de la mà del consort, amb Serafín María de Sotto, comte de Cleonard, al capdavant. Tanmateix, aquesta decisió no va ser acceptada per l'exèrcit, que va amenaçar amb derrocar el nou govern immediatament.
Finalment, el rei va retirar-se a Aranjuez, des d'on va continuar intrigant, fins i tot amb els carlins, però la seva figura es va anar desdibuixant fins que, el 1868, amb el destronament d'Isabel II, va haver d'exiliar-se a França amb la resta de la família reial. Va adquirir una propietat a Épinay-sur-Meuse, on va recloure's després de la separació de la parella fins a la seva mort el 17 d'abril de 1902.

## Llegat
El monarca té una estàtua dedicada a Madrid, obra de José Vilches de 1862 feta amb marbre i un pedestal de maó. L'escultura forma parella amb una de la reina Isabel II. Estan situades als jardins del Campo del Moro, al costat del Palau Reial, i són propietat de Patrimoni Nacional. És una escultura de cos sencer vestit amb uniforme militar i abillat amb la capa de l'orde de Calatrava, espasa i botes altes.